# Graphigona affinis
Graphigona affinis là một loài bướm đêm trong họ Noctuidae.